# 哈剌察兒
哈剌察兒（?—?），元太宗窝阔台的第四子。
哈剌察儿本人事迹不详。1252年，蒙哥分析窝阔台西域分地与其子孙，哈剌察儿之子脱脱得叶密里河上游。脱脱从蒙哥伐蜀，留营帐于河西。中统初年，被浑都海攻掠。二子：月别吉、沙蓝朵儿只。

## 资料来源
- 《元史·宗室世系表》
- 《新元史》